# کرک‌دریل
کرک‌دریل (به هلندی: Kerkdriel) یک منطقهٔ مسکونی در هلند است که در ماس‌دریل واقع شده‌است. کرک‌دریل ۷٬۳۵۷ نفر جمعیت دارد.